# Michel Decastel
Michel Decastel (ur. 22 października 1955 w Genewie) – szwajcarski piłkarz i trener. Były reprezentant kraju.

## Klub

### Neuchâtel Xamax
Zaczynał karierę w Neuchâtel Xamax. Do pierwszego zespołu przebił się w 1974 roku. W nim zadebiutował 31 sierpnia 1974 roku w meczu przeciwko Grasshopper Club Zürich (3:1 dla rywali Xamax). Zagrał całą drugą połowę. Pierwszą bramkę strzelił 17 listopada 1974 w meczu przeciwko FC Vevey Sports 05 (4:2 dla Vevey). Do siatki rywali trafił w 54. minucie. Łącznie zagrał 104 mecze, w których strzelił 35 bramek. 

### Racing Strasbourg
1 lipca 1979 roku dołączył do RC Strasbourg. We Francji zadebiutował 24 lipca 1979 roku w meczu przeciwko Lille OSC (3:0 dla rywali RC). Zagrał cały mecz. Pierwszą asystę zaliczył 5 sierpnia 1979 roku w meczu przeciwko AJ Auxerre (1:0). Asystował przy golu Francisa Piaseckiego. Pierwszą bramkę strzelił 9 września 1979 w meczu przeciwko FC Sohaux (2:0). Do siatki trafił w 44. minucie. Łącznie zagrał 38 meczów, strzelił 7 bramek i miał 3 asysty.

### Servette FC
1 lipca 1981 trafił do Servette FC. W tym klubie zadebiutował 15 sierpnia 1981 w meczu przeciwko AC Bellinzona (0:4 dla Servette). Rozegrał całe spotkanie. Pierwszego gola strzelił 12 września w meczu przeciwko FC Bulle (3:6 dla zespołu Decastela). Do siatki trafił w 53. minucie. Łącznie zagrał 164 mecze i strzelił 27 bramek. Z Servette FC zdobył mistrzostwo i puchar Szwajcarii.

### Powrót do Xamax
1 lipca 1988 roku wrócił do Xamax. Z tym zespołem zagrał 30 spotkań i strzelił 6 goli, a ponadto zdobył Superpuchar Szwajcarii.
1 lipca 1989 roku ogłosił koniec kariery.

## Reprezentacja
Decastel w reprezentacji Szwajcarii zagrał 19 spotkań. Pierwsze z nich rozegrał 27 października 1992 w meczu przeciwko reprezentacji Włoch (0:1 dla Szwajcarów). Zagrał całe spotkanie.

## Jako trener

### FC Colombier
Swoją pierwszą pracę Michel Decastel podjął w sezonie 1990/1991 w FC Colombier. Pracował tam do sezonu 1993/1994.

### Yverdon Sport FC
1 lipca 1994 roku dołączył do Yverdon-Sport FC. W tym klubie zadebiutował 26 lutego 1995 roku w meczu przeciwko BSC Young Boys (1:2 dla rywali Yverdon), a łącznie trenował ten zespół w 14 meczach.

### FC Sion
1 lipca 1995 roku został menedżerem FC Sion. W tym zespole zadebiutował 19 lipca 1995 roku w meczu przeciwko FC Basel (2:1 dla zespołu z Bazylei), a łącznie poprowadził ten klub w 46 spotkaniach. Ze Sionem zdobył w sezonie 1995/1996 puchar Szwajcarii.

### SR Delémont
1 stycznia 1997 roku dostał pracę w SR Delémont. W tym zespole zadebiutował w roli szkoleniowca 6 kwietnia 1997 roku w meczu przeciwko FC Winterthur (3:1 dla rywali SR), a łącznie menedżerem tego klubu był w 21 spotkaniach.

### Afryka
1 lipca 1999 roku został menedżerem ASEC Mimosas.
1 lipca 2001 roku objął Esperance Tunis, z którym zdobył mistrzostwo Tunezji w sezonie 2001/2002.
1 lipca 2003 roku dołączył do Wydadu Casablanca.

### Club Sportif Sfaxien
1 lipca 2004 roku został menedżerem Club Sportif Sfaxien. Po raz pierwszy tunezyjski zespół poprowadził jeszcze tego samego dnia w meczu przeciwko US Monastir (1:2 dla Sfaxien), a łącznie (biorąc pod uwagę powrót do Sfaxien) poprowadził tunezyjski zespół w 84 spotkaniach. Zdobył też mistrzostwo i puchar Tunezji.

### Étoile Sportive du Sahel
1 lipca 2008 roku objął Étoile Sportive du Sahel. W tym zespole zadebiutował w roli szkoleniowca 5 lipca 2008 roku w meczu przeciwko Esperance Tunis (2:1 dla stołecznego klubu), a łącznie poprowadził ten zespół w 7 spotkaniach.

### Zamalek SC
11 stycznia 2009 roku trafił do Egiptu, obejmując Zamalek SC. Po raz pierwszy ten zespół 5 lutego 2009 roku w meczu przeciwko Ghazl El-Mehalla (0:1 dla rywali Zamaleku), a łącznie zagrał 18 spotkań.

### Wydad Casablanca
20 czerwca 2011 roku powrócił do Wydadu Casablanca. W marokańskim zespole siedział na ławce trenerskiej w 23 spotkaniach.

### Esperance Tunis
7 stycznia 2012 roku wrócił do Esperance Tunis. Tunezyjski klub poprowadził w 21 spotkaniach.

### Powrót do FC Sion
4 września 2012 roku wrócił do FC Sion. W tym zespole pełnił funkcje: menedżera, menedżera zespołu U-21 i koordynatora młodzieżówki.

### Neuchâtel Xamax
21 października 2015 roku został menedżerem Neuchâtel Xamax. Po raz pierwszy ten klub poprowadził 24 października 2015 roku w spotkaniu przeciwko FC Schaffhausen (1:0 dla Xamax), a łącznie poprowadził ten zespół w 121 meczach.